# سندرم پسرفت دمی
سندرم کودال رگرسیون، یا فقدان خاجی (یا هیپوپلازی از استخوان خاجی)، نقص نادر از تولد است. این یک اختلال مادرزادی است که در آن رشد جنینی ستون فقرات پایین - قسمت دم ستون فقرات - غیرطبیعی است. این میزان تقریباً در هر ۶۰٬۰۰۰ تولد زنده وجود دارد.
برخی از نوزادان با اختلاف بسیار کمی نسبت به رشد معمول متولد می‌شوند و برخی دیگر تغییرات قابل توجهی دارند. بیشتر آنها در غیر این صورت بزرگسالان طبیعی هستند که در راه رفتن و بی‌اختیاری مشکل دارند.

## علائم و نشانه‌ها
این وضعیت به اشکال مختلف وجود دارد، از عدم وجود جزئی استخوان‌های دم استخوان در ستون فقرات گرفته تا عدم مهره‌های تحتانی، لگن و قسمت‌هایی از مناطق قفسه سینه و یا کمر ستون فقرات. در برخی موارد که فقط قسمت کوچکی از ستون فقرات وجود ندارد، ممکن است هیچ نشانه ای از ظاهر بیماری وجود نداشته باشد. در مواردی که مناطق قابل توجهی از ستون فقرات وجود نداشته باشد، ممکن است اندام تحتانی ذوب شده، تار یا ریزتر و فلج وجود داشته باشد. کنترل روده و مثانه معمولاً تحت تأثیر قرار می‌گیرد.

## علل

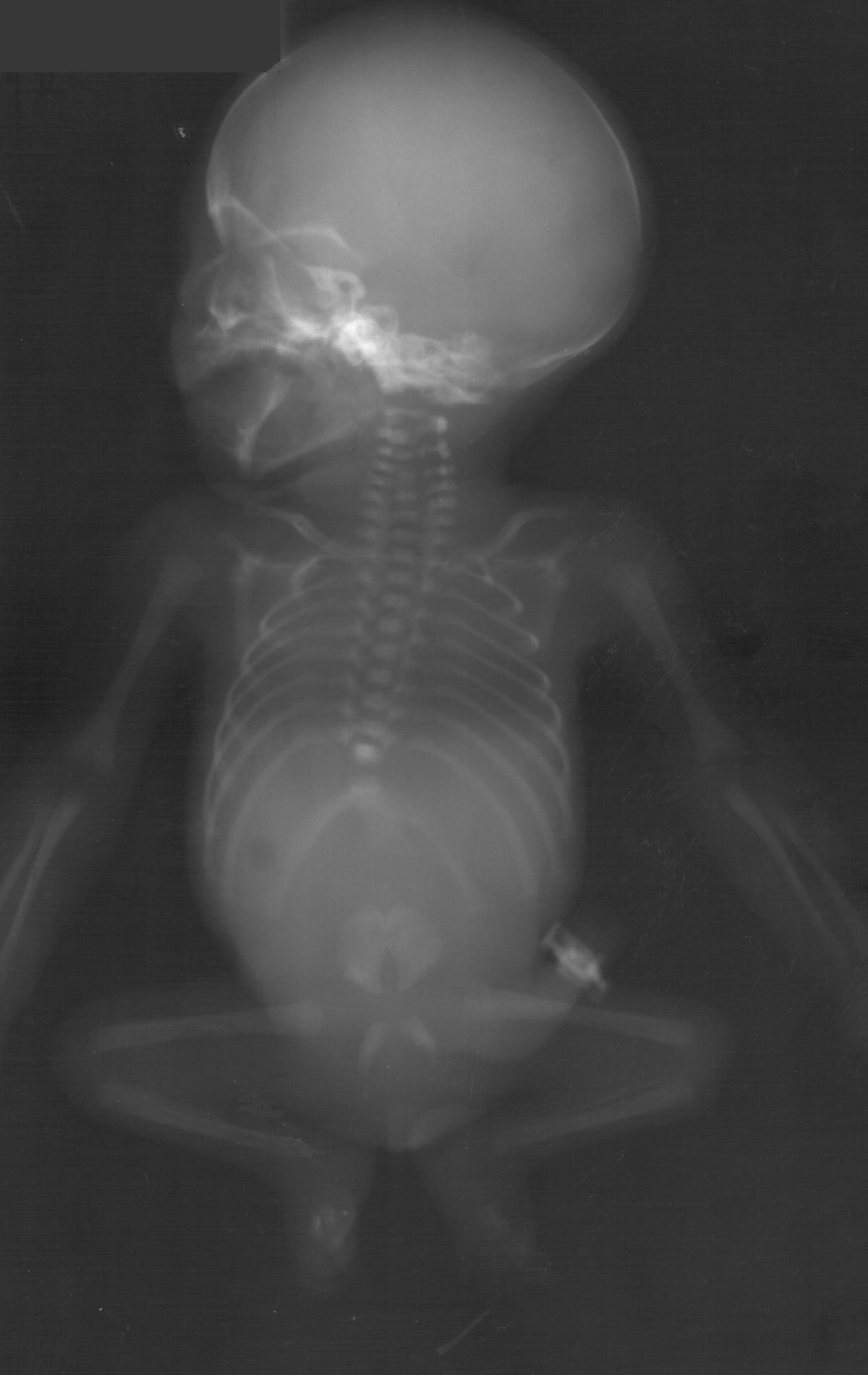
نمای رادیوگرافی انترو خلفی، نشان دادن دنده‌های از دست رفته، مهره‌های کمری ساکرومال، لگن هیپوپلاستیک و وضعیت «مانند قورباغه» اندام تحتانی در جنینی با سندرم رگرسیون دمی

این بیماری از برخی عوامل یا مجموعه عواملی که تقریباً در هفته ۳ تا ۷ رشد جنین وجود دارد، ناشی می‌شود. تشکیل استخوان خاجی / کمر و سیستم عصبی درگیر معمولاً در هفته چهارم رشد در حال اتمام است. به دلیل معده غیرطبیعی، مهاجرت مزودرم مختل می‌شود. این اختلال منجر به بروز علائمی از ضایعات جزئی مهره تحتانی تا علائم شدیدتر مانند همجوشی کامل اندام تحتانی می‌شود. در حالی که علت دقیق آن ناشناخته است، گمانه زنی شده‌است که این بیماری ترکیبی از دلایل محیطی و ژنتیکی دارد و انواع مختلف این بیماری ممکن است دلایل مختلفی داشته باشد.
سندرم آگنسس ساکرال (نوعی سندرم رگرسیون دمی شامل آژنز ستون فقرات کمر، استخوان خاجی، و دنبالچه و هیپوپلازی اندام تحتانی است) یک ناهنجاری مادرزادی کاملاً ثابت است که در ارتباط با دیابت مادر است. با این وجود، علل دیگری نیز وجود دارد، همان‌طور که با بروز کلی نادر سندرم رگرسیون دمی (۱: ۶۰٬۰۰۰) در مقایسه با دیابت نشان داده شده‌است - با این حال، این بیماری در نوزادان متولد شده از مادر بسیار افزایش یافته‌است مبتلا به دیابت، از هر ۳۵۰ نوزاد ۱ مادر تازه متولد شده از دیابت تخمین زده می‌شود.
آژنز غدد خاجی ارثی غالب (که به آن سندرم Currarino نیز گفته می‌شود) اغلب با جهش در ژن Hb9 (که به آن HlxB9 نیز گفته می‌شود) در ارتباط است (نشان داده شده توسط Sally Ann Lynch، ۱۹۹۵، Nature Genetics).
پیش از این تصور می‌شد که مربوط به سیرنوملیا ("سندرم پری دریایی") است اما اکنون مشخص شده‌است که به این بیماری ارتباط ندارد.

## تشخیص
چهار سطح (یا "انواع") ناهنجاری وجود دارد. کمترین شدت آن تغییر شکل جزئی (یک طرفه) استخوان خاجی را نشان می‌دهد. سطح دوم تغییر شکل دو طرفه (یکنواخت) را نشان می‌دهد. شدیدترین انواع آن شامل عدم وجود کامل استخوان خاجی است.
بسته به نوع آژنزیس خاجی، ممکن است کمبود روده یا مثانه وجود داشته باشد. در مورد سوراخ نشده مقعد ممکن است کولوستومی دائمی لازم باشد. بی‌اختیاری همچنین ممکن است نیاز به نوعی از سیستم کنترل قاره (به عنوان مثال، خود کاتتریزاسیون) داشته باشد. این وضعیت اغلب بر روی شکل‌گیری زانوها، پاها یا پاها تأثیر می‌گذارد که گاهی با جراحی رفع می‌شود. برای برخی از زانوها یا زانوهای محکم بسته شده، خم شده یا زانو که به صورت صاف ذوب شده‌اند، ممکن است جراحی تقطیر در زانو یک گزینه مناسب برای به حداکثر رساندن گزینه‌های تحرک باشد.
قبل از در دسترس بودن درمان پزشکی جامع تر، قطع کامل پاها در لگن اغلب انجام می‌شد. اخیراً، «قطع عضو» (در واقع یک ماده منقطع است زیرا هیچ برشی در استخوان وجود ندارد) برای کسانی که موقعیت زانو را خم کرده و بین ران و ساق پا بند می‌خورند، در زانو انجام می‌شود تا حرکت آسان‌تر و نشستن بهتر باشد. برخی از کودکان مبتلا به اختلالات مفصل زانو از پاهای مصنوعی برای راه رفتن استفاده می‌کنند. پروتزهای مخصوص کودکان بدون مفصل ران و تنهبا افزایش وزن و سن کودک ، کنترل معمولاً به نفع تحرک سریع و راحت صندلی چرخدار کنار گذاشته می‌شود. کودکان ممکن است بر روی دست خود «راه بروند» و به‌طور کلی قادر به بالا رفتن و حرکت هستند تا هر آنچه را که لازم دارند و می‌خواهند به انجام برسانند. کودکان مبتلا به خفیف تر ممکن است راه رفتن طبیعی داشته باشند و نیازی به وسایل کمکی برای راه رفتن ندارند. دیگران ممکن است با مهاربند یا عصا راه بروند.
به‌طور معمول هیچ اختلال شناختی در ارتباط با این ناتوانی وجود ندارد. بزرگسالان دارای این معلولیت به‌طور مستقل زندگی می‌کنند، در دانشگاه تحصیل می‌کنند و در زمینه‌های مختلف شغلی دارند. در سال ۲۰۱۲، اسپنسر وست، مردی با ریشه خاجی و هر دو پا قطع شده، فقط با استفاده از دستان خود از کوه کلیمانجارو بالا رفت.